# موتور شنبة
موتور شنبة (بالإنجليزية: Mowtowr-e Shanbeh)‏ هي منطقة سكنية تقع في سيستان وبلوتشستان في إيران. يقدر عدد سكانها بـ 23 نسمة .